# ویلما تسیبولکووا
ویلما تسیبولکووا (چکی: Vilma Cibulková؛ زادهٔ ۲۶ مارس ۱۹۶۳) یک هنرپیشه اهل جمهوری چک است.
او در سال ۲۰۱۴ بابت ایفای نقش لنی ریفنشتال در فیلم «لنی» برندهٔ جایزه تالیا شد.